# آبشار لور سانتوریوم کاسکید
آبشار لور سانتوریوم کاسکید (به انگلیسی: Lower Sanatorium Cascade) آبشاری است که در همیلتون (انتاریو)، کانادا واقع شده و ارتفاع کلی ریزشگاه آن ۴ متر (۱۳ فوت) است.